# M41 Walker Bulldog
El M41 Walker Bulldog, cuya designación oficial era Tanque M41 con cañón de 76 mm, es un tanque ligero estadounidense desarrollado para fines de reconocimiento blindado. Fue producido por Cadillac entre 1951 y 1954 y se comercializó con éxito al Ejército de los Estados Unidos como reemplazo de su antigua flota de tanques M24 Chaffee procedentes de la Segunda Guerra Mundial. Aunque diseñado principalmente como un vehículo de reconocimiento, el peso y el armamento del M41 también lo hicieron efectivo en el papel de apoyo cercano a la infantería y para despliegues aéreos rápidos. Al entrar en servicio en EE. UU., Todos los M41 recibieron la designación Little Bulldog y, posteriormente, Walker Bulldog después del fallecimiento del General Walton Walker, quien murió en un accidente de Jeep en 1950. El M41 fue el primer tanque ligero estadounidense de posguerra en recibir servicio mundial, y fue exportado en gran cantidad por los Estados Unidos, particularmente a Asia.
El desarrollo del M41 avanzó lentamente hasta el estallido de la guerra de Corea, cuando las renovadas demandas del Ejército de los EE. UU. de más tanques llevaron a su puesta en producción. La rapidez con la que se produjo inicialmente condujo a una serie de problemas técnicos que, junto con las dimensiones relativamente estrechas del interior del casco, le dieron una reputación algo mediocre entre las tripulaciones estadounidenses. También se consideró demasiado grande en comparación con el Chaffee para misiones de reconocimiento. La financiación para el programa M41 se redujo en consecuencia, y se hizo más hincapié en el desarrollo de nuevos tanques medios como el M47 Patton. Cadillac dejó de producir el M41 a fines de 1954, y dejó de estar en servicio en los Estados Unidos mucho antes de ser reemplazado por el M551 Sheridan durante la década de 1960.

## Historia

### Antecedentes

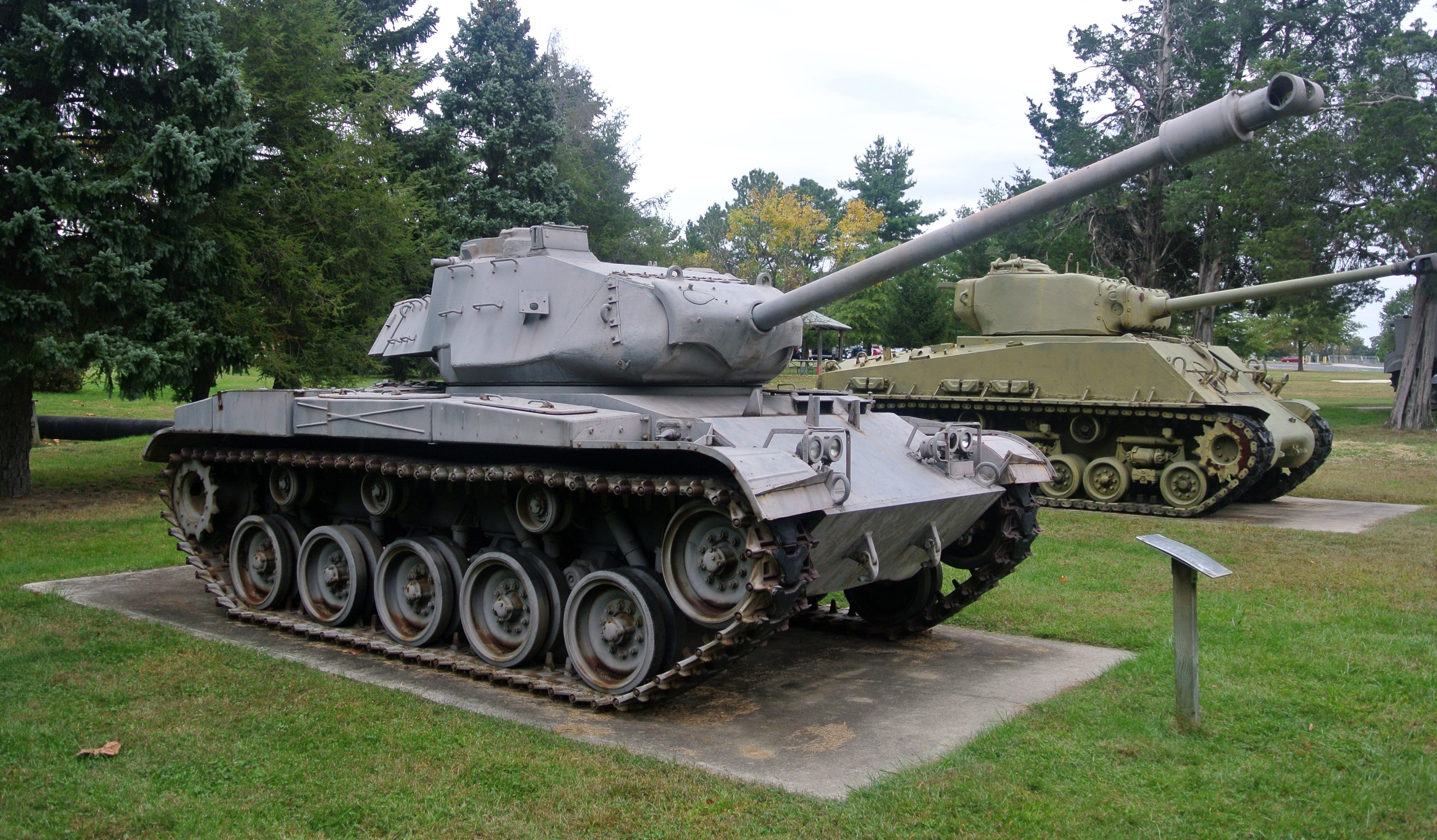
Tanque M41 Bulldog en el Museo Fort Meade, Maryland, EE. UU.

Con el inicio de la Guerra Fría Estados Unidos comenzó a buscar reemplazar sus tanques ligeros M-24 “Chaffee”. Los análisis sobre el empleo del M-24 en combate mostraron que se empleó en múltiples roles pero apenas en exploración (solo el 3 % de los casos analizados); por ello se pidió un cañón potente capaz de destruir al T-34/85 soviético. Además, debería ser aerotransportable y servir como base para una familia de vehículos acorazados.
Al prototipo inicial T-37 le siguió el T-41, al cual se le realizaron mejoras para acabar siendo el T-41E2. Con el inicio de la guerra en Corea se realizó un pedido para que Cadillac Motor Car División comenzara la fabricación sin estar aprobado el modelo definitivo. Los primeros T-41E1 fueron construidos en el Cleveland Tank Arsenal, siendo entregados a unidades del ejército a finales de 1951.
Para 1953, con un programa de producción acelerado, había sustituido a todos los M24. El tanque, como en otros casos, tenía que cumplir varios requisitos: Estar capacitado para la lucha antitanque con un arma poderosa, ser ligero y con cierta capacidad anfibia para dotar a tropas de despliegue rápido, y tener un tamaño reducido para poder dotar a las fuerzas aerotransportadas. Como en otros casos, tratando de satisfacer tantas demandas, no satisfizo ninguna.
El M-41 no continuó la costumbre de llamar a los carros con nombres de algún general del Ejército famoso y se le llamó "Little Bulldog". Sin embargo, en 1951 se decidió darle el nombre del general Walker, muerto en accidente en Corea y ambos nombres se unieron formando “Walker Bulldog”.

### Producción
En total se construyeron unos 5500 carros entre todas las variantes, con pequeñas diferencias exteriores de detalle. Además del US Army, Reserve y National Guard, sirvió en, al menos, otros 22 países.

### Derivados
Cuando el M41 entró en producción, no se consideró económico simplemente fabricar un solo chasis y casco de tanque. El ejército de los EE. UU. quería que la serie M41 incluyera varios vehículos de apoyo construidos utilizando el mismo chasis, motor, orugas y tantos otros componentes automotrices asociados como sea posible para simplificar la logística. Cadillac produjo complacientemente el vehículo antiaéreo M42 Duster, así como los obuses autopropulsados M44 y M52, y el vehículo blindado de transporte M75, todos basados en un chasis M41 y un tren de transmisión. El proceso de adquisición de estos vehículos fue arriesgado porque, a diferencia del M41, no se fabricaron ni probaron prototipos. En enero de 1951, bajo una intensa presión para cumplir con los requisitos del Ejército de EE. UU., los representantes del Cuerpo de Artillería del Ejército acordaron aprobar la plataforma antiaérea, las armas autopropulsadas y el transporte de personal blindado para la producción "con el pleno conocimiento de que al hacerlo allí existían ciertos riesgos inherentes al realizar pruebas y evaluaciones completas ". Los problemas técnicos encontrados con la serie, junto con los del M41 en general, llevaron a que el Ejército de los EE. UU. Solo adoptara el M75 en grandes cantidades.

## Descripción
El M41 Walker Bulldog era un vehículo ágil y bien armado. Por otro lado, consumía mucho combustible, era ruidoso y lo suficientemente pesado como para causar problemas con el transporte aéreo. 
El Walker Bulldog tuvo un desempeño limitado en la guerra de Corea. Este conflicto sirvió para resolver deficiencias que éste tenía. En Vietnam tuvo que enfrentar a los T-54 y PT-76 del Ejército de Vietnam del Norte obteniendo un buen rendimiento en combate.

## Historial operativo

### Vietnam

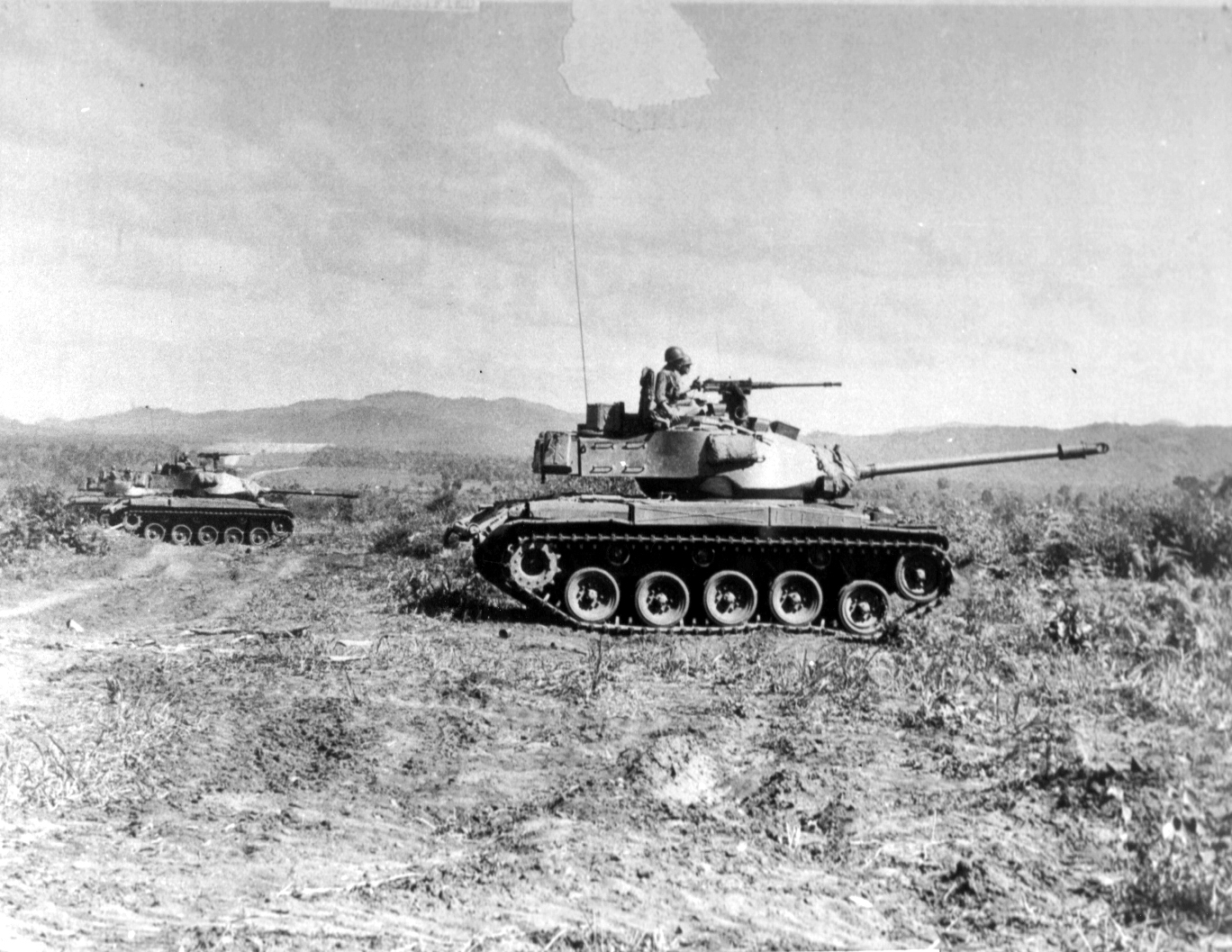
Los tanques M41 de Vietnam del Sur durante una operación de entrenamiento.

El incipiente cuerpo blindado del Ejército de la República de Vietnam (ARVN) tenía sus raíces en un cuerpo blindado colonial establecido por la Indochina francesa en 1950 y equipado con viejos tanques ligeros M-24 Chaffee y M-5 Stuart. A lo largo de la década de 1950 y principios de la década de 1960, la armadura de Vietnam del Sur no se desplegó en maniobras ofensivas y, a menudo, era inutilizable debido a problemas logísticos y edad. Con la formación del Comando de Asistencia Militar, Vietnam en 1962, la influencia estadounidense en la doctrina ARVN creció; Todas las unidades blindadas se reorganizaron y modelaron posteriormente según los regimientos de caballería de los EE. UU. Los asesores estadounidenses también hicieron un intento concertado de restaurar la flota M24 de ARVN, pero encontraron problemas de abastecimiento con la disminución del stock de piezas M24 del sistema de suministro del Ejército de EE. UU., La mayoría de los cuales ya habían sido eliminados o donados a otros países. Acordaron enviar periódicamente los motores de los ARVN M24 a Japón para su revisión, pero esto no se consideró práctico ni económico a largo plazo. 
A mediados de 1964, como parte de un esfuerzo mayor por introducir equipos más modernos al ARVN, el Comando de Asistencia Militar propuso que el cuerpo blindado de Vietnam del Sur se incrementara en cinco escuadrones de tanques. Entre enero y abril de 1965, todos los M24 de ARVN fueron desmantelados o pasados a las unidades de seguridad de la base de la Fuerza Aérea de la República de Vietnam y reemplazados por M41A3. El M41 demostró ser extremadamente popular entre los equipos de tanques de Vietnam del Sur, que generalmente eran de menor estatura que sus contrapartes estadounidenses y no experimentaron la misma incomodidad al operar dentro del espacio interior limitado del tanque. Los ARVN M41 emprendieron su primer despliegue de combate menos de un año después y jugaron un papel fundamental en la destrucción del Levantamiento budista de 1966. Los tanques se utilizaron principalmente para apoyar a la infantería ARVN en combates callejeros, especialmente alrededor de Da Nang.

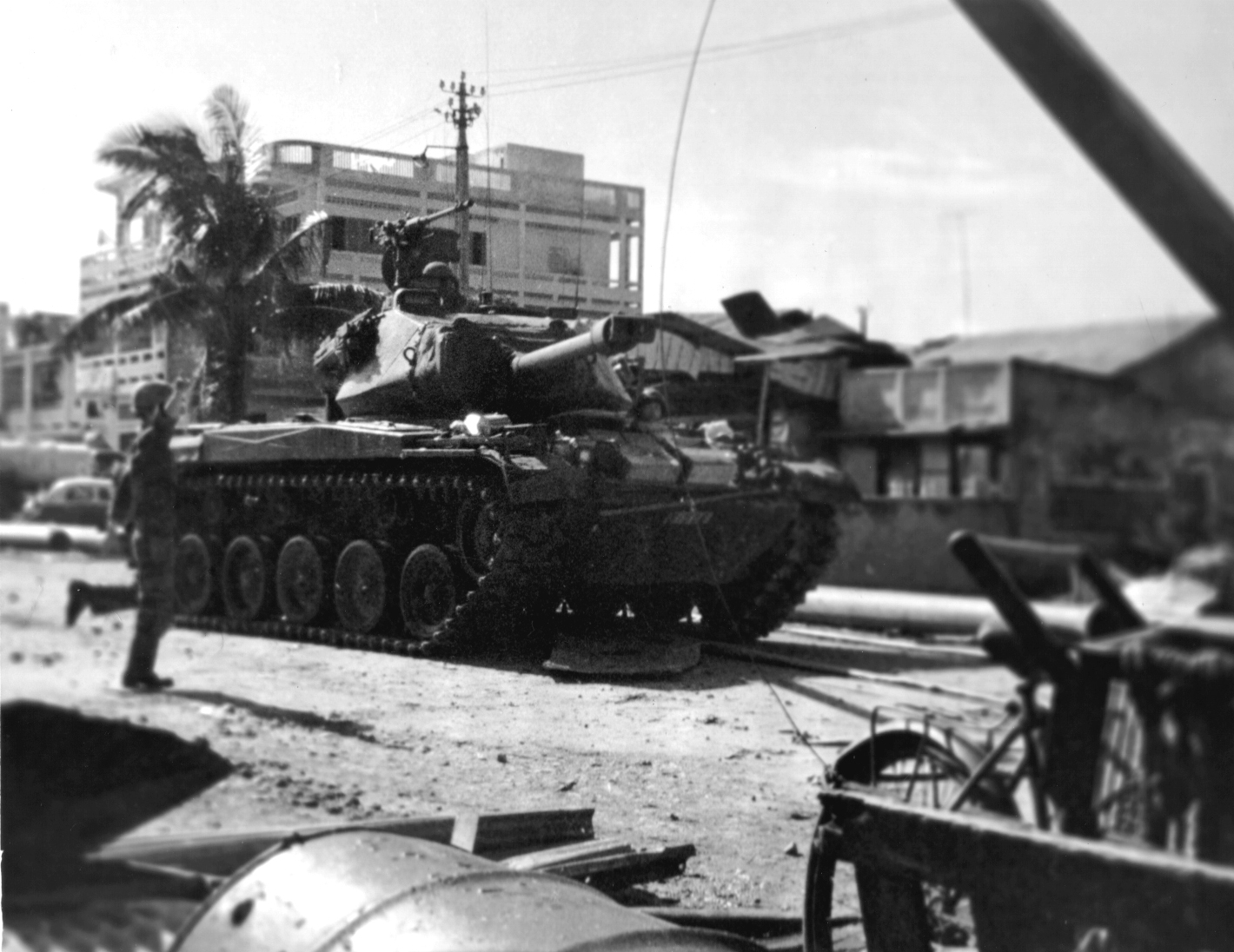
Un M41 durante la Batalla de Saigón.

Diecisiete ARVN M41 se desplegaron en Laos como parte de la Operación Lam Son 719 entre febrero y marzo de 1971, una incursión transfronteriza abortiva para interrumpir las líneas de suministro estratégicas para el Ejército Popular de Vietnam (PAVN) y el Viet Cong. Los tanques debían coordinar sus acciones con varias unidades de helicópteros y paracaidistas ARVN, que se unirían a ellos por aire. Su ofensiva pronto se estancó cuando un batallón de tanques PAVN equipado con tanques T-54 y PT-76 intentó invadir una de las zonas de aterrizaje designadas por el ARVN. En el primer enfrentamiento de armadura importante de la Guerra de Vietnam, los M41 contraatacaron y destruyeron seis T-54 y dieciséis PT-76. Cinco M41 se perdieron durante el mismo encuentro, principalmente en minas terrestres y granadas propulsadas por cohetes. Sin embargo, el PAVN continuó reagrupándose y contraatacando durante la próxima semana, obligando a las unidades de Vietnam del Sur superadas en número a abandonar la zona de aterrizaje y retirarse más al sur. El fracaso para mantener una retirada cohesiva condujo a infantería individual o unidades mecanizadas sin apoyo de armadura propia, cortadas y rodeadas por tanques PAVN. Los comandantes de ARVN declararon que no poseían suficientes tanques o armas antitanque para eliminar la amenaza blindada de PAVN, que se había subestimado durante su planificación operativa. Durante el resto de la operación, los M41 fueron excavados en posiciones defensivas y esencialmente utilizados como artillería estática. Esto evitó que el ARVN aprovechara al máximo su movilidad, y las unidades en otros lugares tuvieron que depender únicamente del apoyo aéreo oportuno de los bombarderos vietnamitas del sur o estadounidenses para evitar los tanques PAVN. Se enviaron refuerzos de armadura para ayudar a reforzar las fuerzas ARVN en Laos, pero estos llegaron poco a poco y no está claro cuántos M41 adicionales llegaron realmente al área operativa. Debido en parte a órdenes en conflicto, la retirada final de ARVN de Laos, realizada bajo la persecución de los PAVN T-54, fue desordenada y resultó en que varios equipos M41 fueron abandonados intactos por sus tripulaciones. En total, 54 tanques ARVN M41 se perdieron durante la operación. 
Durante la Ofensiva de Pascua, del PAVN de 1972, los M41 fueron excavados nuevamente en posiciones estáticas, y típicamente atacaron a los tanques T-54 o Tipo 59 desde el desfiladero.  Como esta táctica sacrificó la maniobrabilidad superior de los tanques, los tanques PAVN respondieron con movimientos de flanqueo que envolvieron y sobrepasaron los M41 antes de que pudieran volver a desplegarse. Los soldados de infantería norvietnamitas también lograron noquear varios pelotones de M41 estáticos con misiles guiados antitanque 9M14 Malyutka (AT-3 Sagger). Otros más fueron capturados y redistribuidos por el PAVN en la Batalla de An Lộc, donde las tropas estadounidenses defensoras se vieron obligadas a destruirlas con lanzacohetes portátiles M72 LAW. 
Estados Unidos completó su última entrega de M41 Walker Bulldogs al ARVN en 1972. Entre 1965 y 1972 había enviado aproximadamente 350 M41 de segunda mano para suministrar varias unidades de tanques ARVN y reemplazar las pérdidas sufridas en combate. Entre 1972 y 1974 el ARVN solo recibió M48 Pattons, que gradualmente reemplazó al M41 como el tanque principal en el servicio de Vietnam del Sur.
Durante la ofensiva de primavera de 1975 de la PAVN, sus tripulaciones destruyeron o abandonaron 300 M41 y los capturaron. Las fuerzas de PAVN los redistribuyeron contra ARVN durante la caída de Saigón.

### Cuba
Cinco tanques de este tipo formaban el 4° Batallón de tanques de la Brigada 2506 de exiliados cubanos, que desembarca por Bahía de Cochinos el 17 de abril de 1961. Los M41 descienden desde barcazas LCU por Girón. Combatieron intensamente, apoyando a la infantería, logrando poner fuera de combate junto a los cañones sin retroceso y bazucas, a 5 T-34-85, hasta que fueron derrotados, perdiendo 2 destruidos y el resto fuera de combate o abandonados sin municiones. Cuba regaló uno a la URSS, que fue estudiado por los soviéticos, y hoy se exhibe en el Museo de Kubinka de Moscú. Otro se exhibe en el Museo de Playa Girón.

### España

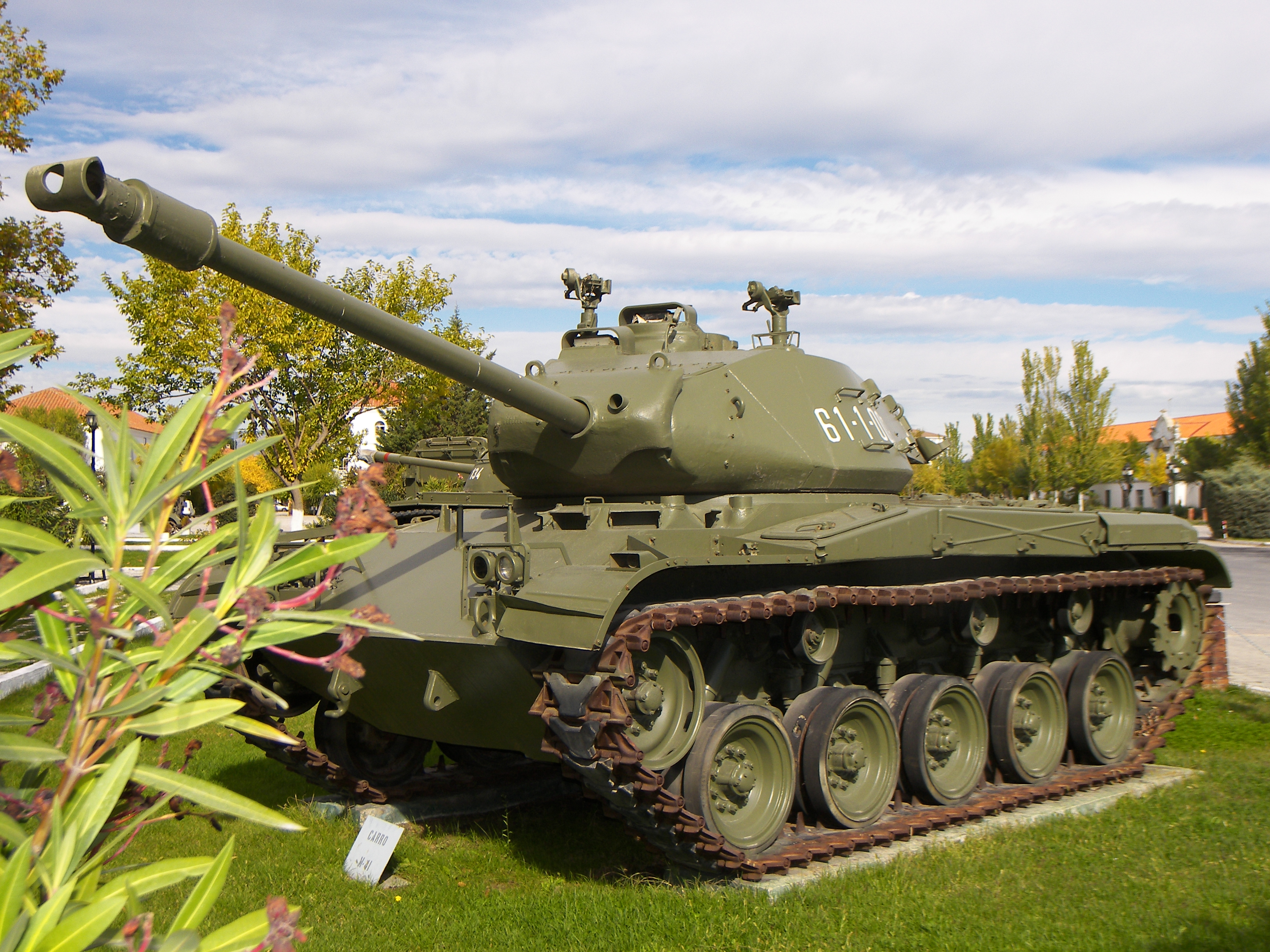
Un M-41 español en el museo de El Goloso.

En 1953 el gobierno español firmó los acuerdos militares con EE. UU.. Los M-41 excedentes de EE. UU. comenzaron a ser entregados a España hacia el año 1960 para sustituir a los ya muy gastados M-24 asignados a las Unidades de Caballería. Se calcula que llegaron aproximadamente 160-180 tanques, siendo la mayoría M-4lA3 modernizados.
En España supuso una modernización significativa, contribuyendo a la mecanización del ejército. Fue empleado sobre todo por unidades de Caballería, pero también fueron asignados a unidades de Reconocimiento en Infantería. Al no ser nunca empleados en combate, la debilidad del blindaje se pasó por alto y cumplió el cometido de dotar al ejército con tanques modernos.
Los M-41 sobrevivieron durante muchos años ya que a medida que las unidades de infantería los reemplazaron por el carro francés AMX-30 fueron cedidos a los Grupos Ligeros de Caballería. En esta época la empresa Automóviles Talbot S. A. presentó una oferta para modernizarlos, estandarizando parte del equipamiento (motor, radios, ametralladoras) con otros vehículos acorazados. CAF también presentó un proyecto, armado con un cañón israelí de 60mm. Entre las propuestas de modernización destacaba la versión cazacarros “Cazador” propuesta por Talbot. En esta versión se equipaba al M-41 con una torre lanzamisiles, pudiendo elegir el modelo de esta para emplear misiles HOT o misiles TOW.
El Ejército Español no aceptó ninguno de estos modelos modernizados propuestos. Los últimos M-41 sirvieron en la Academia de Caballería de Valladolid y fueron retirados en 1991. Tras su retirada se conservan un par de ejemplares en el Museo de tanques de El Goloso.

### Chile

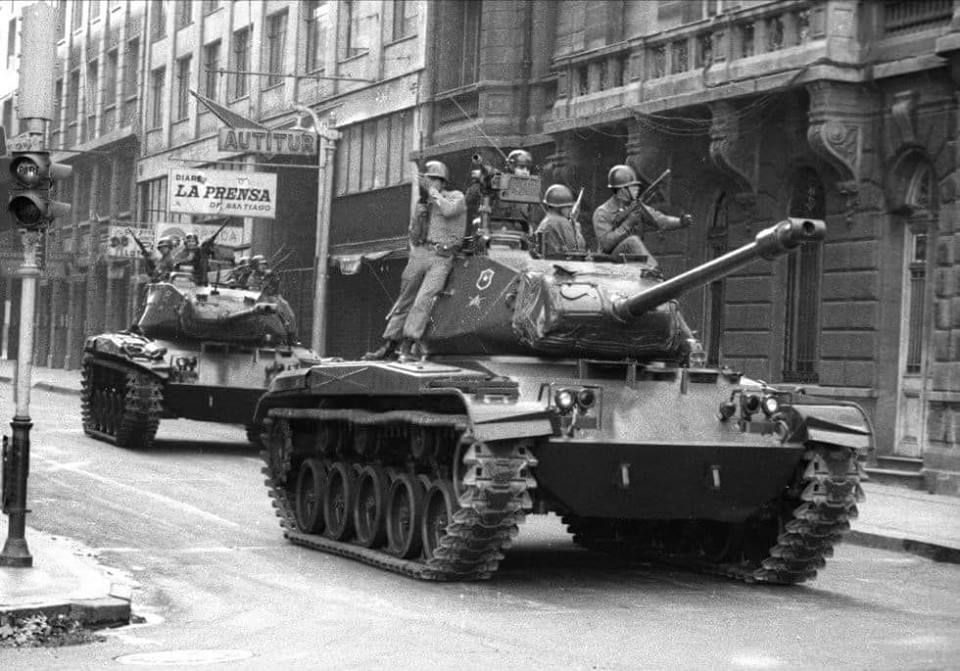
M41 Walker Bulldog de la caballería blindada Chilena

Con el Programa de Ayuda Militar llegan a Chile en 1963 17 tanques M-41A1 Walker Bulldog. Posteriormente se reciben 43 M-41A3, hasta completando el pedido de 60 tanques. Fueron utilizados por militares alzados contra el gobierno  de Salvador Allende, tanto en el llamado Tanquetazo y el Golpe de Estado del 11 de septiembre de 1973, en particular durante este último acto intervención política fueron registrados por la prensa gráfica participando en el asalto contra el palacio presidencial de La Moneda. El ejército chileno creó unidades acorazadas que operaban con 30 M-41A1 y 30 M-113A1 más dos tanques grúa M-578 de soporte. Los M-41 fueron desplegados en el norte del país, haciendo frente a un posible ataque desde Perú. Durante la crisis de Beagle nueve M-41 fueron desplegados en Punta Arenas.

### Uruguay
Bajo el marco del Programa de Asistencia Militar (MAP, por sus siglas en inglés) entre Uruguay y los Estados Unidos, en octubre de 1980, 22 tanques estadounidenses M41 A1 Walker Bulldog arribaron a Uruguay desde Bélgica, donde integraban la flota de la reserva de la OTAN. Previo a su llegada a Uruguay, a los tanques se les cambió el cañón de 76 milímetros por uno de 90 milímetros, transformándolos en el medio blindado más poderoso del Ejército Nacional de Uruguay. Fueron asignados al Regimiento Tte. Gral. Pablo Galarza de Caballería Blindado N.º 2 para reemplazar los tanques M3 Stuart que integraban su flota. Las 22 unidades se encuentran operativas y cumplen el doble rol de ser plataforma de entrenamiento en la formación de las diferentes tripulaciones y en ejercicios de defensa.

## Usuarios

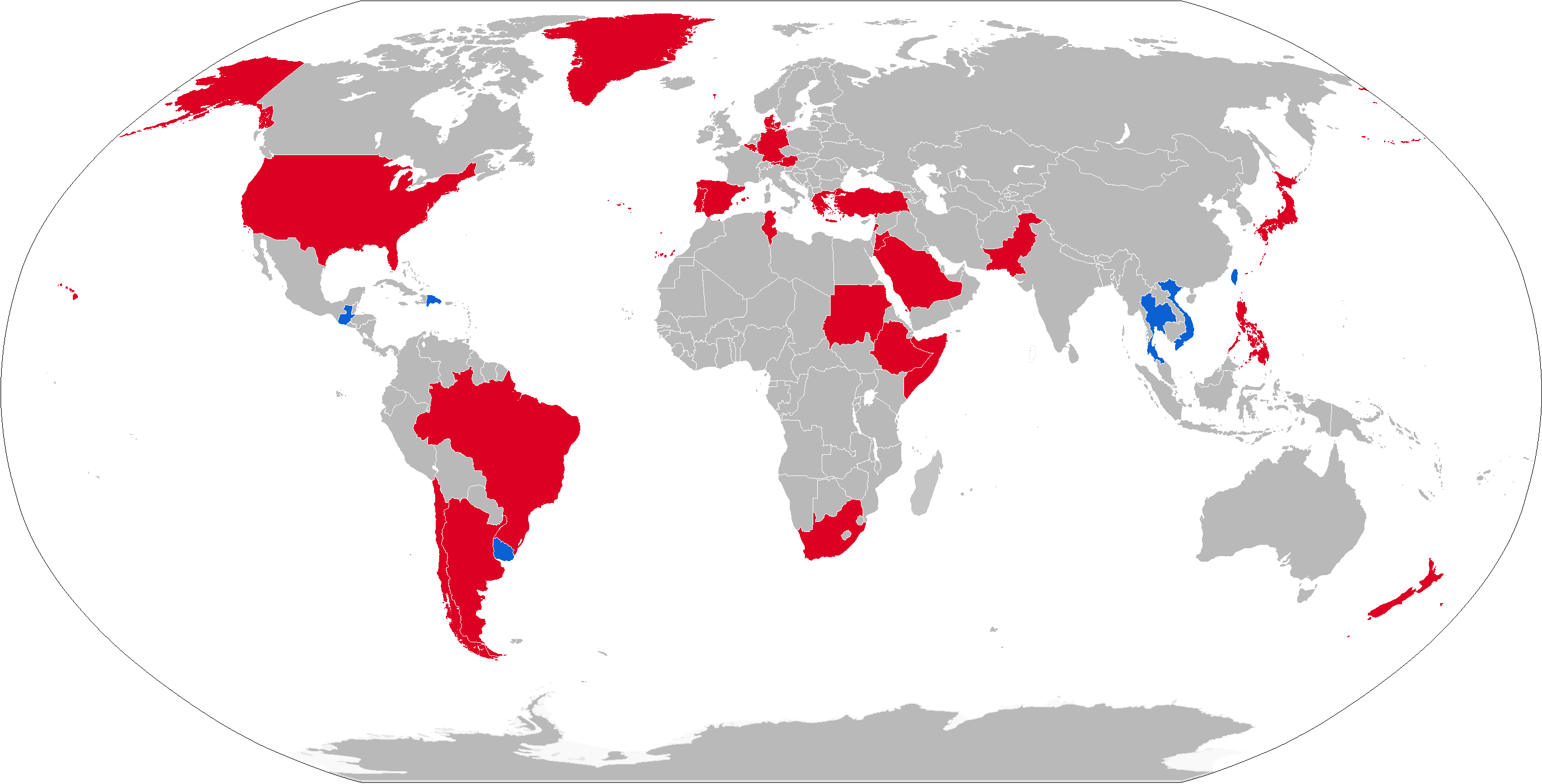
Operadores actuales del M41 en azul, operadores anteriores en rojo

### Actuales
- Taiwán - 675 M-41 y M-41D Cuerpo de Marines de la República de China y Ejército de la República de China[7]
- Tailandia - 200, 24 operacionales
- Uruguay : 22 M-41UR y 25 M-41C
- República Dominicana - 12 M-41 (Actualmente 5 en servicio)comprados de segunda mano en 1982 a los Países Bajos son los tanques principales de batalla de la República Dominicana
- Plantilla:Geodatos República de Guatemala

### Tanques similares
- T-54/55
- AMX-13
- SK-105 Kurasier
- PT-76
- Tipo 63
- Tipo 62

### Listas relacionadas
- Anexo:Materiales históricos del Ejército de Tierra de España desde la posguerra